# Hakalau Stream Bridge
Die Hakalau Stream Bridge ist eine Straßenbrücke über den Hakalau Stream an der Ostküste der Insel Hawaii im gleichnamigen Bundesstaat der USA. Sie liegt nördlich der kleinen Gemeinde Honomu und etwa 20 Kilometer nördlich von Hilo. Die knapp 60 Meter hohe ehemalige Eisenbahnbrücke aus dem Jahre 1912 wurde Anfang der 1950er Jahre für den Straßenverkehr umgebaut und führt seither zwei Fahrstreifen der Hawaiʻi State Route 19, die Teil der Hawaiʻi Belt Road ist. Betreiber ist das Hawaii Department of Transportation (HDT), das durchschnittliche Verkehrsaufkommen lag 2017 bei rund 7100 Fahrzeugen täglich.

## Geschichte
| Kahoʻolawe |

| Hawaii |

| Maui |

| Lānaʻi |

| Molokaʻi |

| Kauaʻi |

| Oʻahu |

| Niʻihau |

| Hakalau |

| Hilo |

| Paauilo |

| Kamaili |

| Honolulu |

| Pearl Harbor |

Durch das 1875 geschlossene Freihandelsabkommen zwischen den Vereinigten Staaten und dem Königreich Hawaiʻi (Reciprocity Treaty of 1875) florierte Ende des 19. Jahrhunderts der Export von Zucker in die USA, der zollfrei eingeführt werden konnte und dessen Produktionsmenge sich auf den hawaiianischen Inseln zwischen 1875 und 1890 verzehnfachte. Ein Jahr vor der Annexion durch die USA 1898 lag die Gesamtmenge bei über 200.000 Tonnen. Um die Zuckerrohr-Plantagen auf der Ostseite der Insel Hawaii besser an den Hafen in Hilo anzubinden, wurde 1899 die Hilo Railroad Company (HRC) gegründet. Das Streckennetz der ersten Normalspurbahn auf der Insel erstreckte sich bis 1913 von Paauilo im Norden bis nach Kamaili im Süden über eine Länge von 120 Kilometern. Für den Verlauf an der Ostküste musste eine Vielzahl kleinerer Flussmündungen am Pazifik überquert werden. Diese an den Hängen des Vulkanbergs Mauna Kea entspringenden Fließgewässer formten an ihren Mündungen bis zu 60 Meter tiefe Canyons, was die Errichtung von 43 Brücken erforderte, darunter 24 Trestle-Brücken aus Holz und 14 aus Stahl. Die beiden größten Stahlkonstruktionen waren das Maulua Stream Viaduct und die Hakalau Stream Bridge mit Längen von 307 Metern bzw. 236 Metern.
Entworfen wurden die beiden Brücken vom Gründer der Pacific Engineering Company aus Honolulu John Mason Young. Die HRC beauftragte die Herstellung der Stahlkomponenten bei Hamilton and Chambers in New York und errichtete die Trestle-Brücken während der zweiten Phase des Streckenausbaus nach Paauilo von 1910 bis 1912. Der kostenintensive Bau der Bahnstrecke trieb die HRC 1914 in die Insolvenz und führte 1916 zur Neugründung als Hawaii Consolidated Railway. Diese bestand bis zum Frühjahr 1946, als ein Erdbeben in der Nähe der Aleuten in Alaska einen Tsunami auslöste, der die Inselgruppe in den frühen Morgenstunden des 1. April 1946 traf. Der Tsunami erreichte an der Ostküste der Insel Hawaii Wellenhöhen von über zehn Metern und zerstörte einen Großteil der Bahnanlagen und Brücken. Die Hakalau Stream Bridge wurde zwar nur leicht beschädigt, die vorgelagerte Zuckerfabrik in der Hakalau Bay aber nahezu vollständig zerstört. Da sich die Plantagenbetreiber gegen einen Wiederaufbau der Eisenbahn aussprachen und auf den Transport über die Straße setzten, wurde Ende der 1940er Jahre mit dem Abriss der Gleise und Brücken begonnen. Die Streckenführung diente aber dem Ausbau des Straßennetzes an der Ostküste. Fünf der großen Stahl-Trestle-Brücken wurden dafür weiterverwendet bzw. wieder aufgebaut. Die Komponenten der abgerissenen Brücken dienten der Verbreiterung der ehemaligen eingleisigen Konstruktionen, damit diese zwei Fahrstreifen der zukünftigen Hawaiʻi State Route 19 aufnehmen konnten. Der Umbau der Hakalau Stream Bridge wurde vom Chef-Ingenieur des damaligen Territorial Highway Department William R. Bartels geleitet und war 1953 abgeschlossen. Sie war bis Ende der 1960er Jahre die längste Straßenbrücke der Inselgruppe und wird seit 1959 vom Hawaii Department of Transportation (HDT) betrieben. Das durchschnittliche Verkehrsaufkommen lag 2017 bei rund 7100 Fahrzeugen täglich.

## Beschreibung

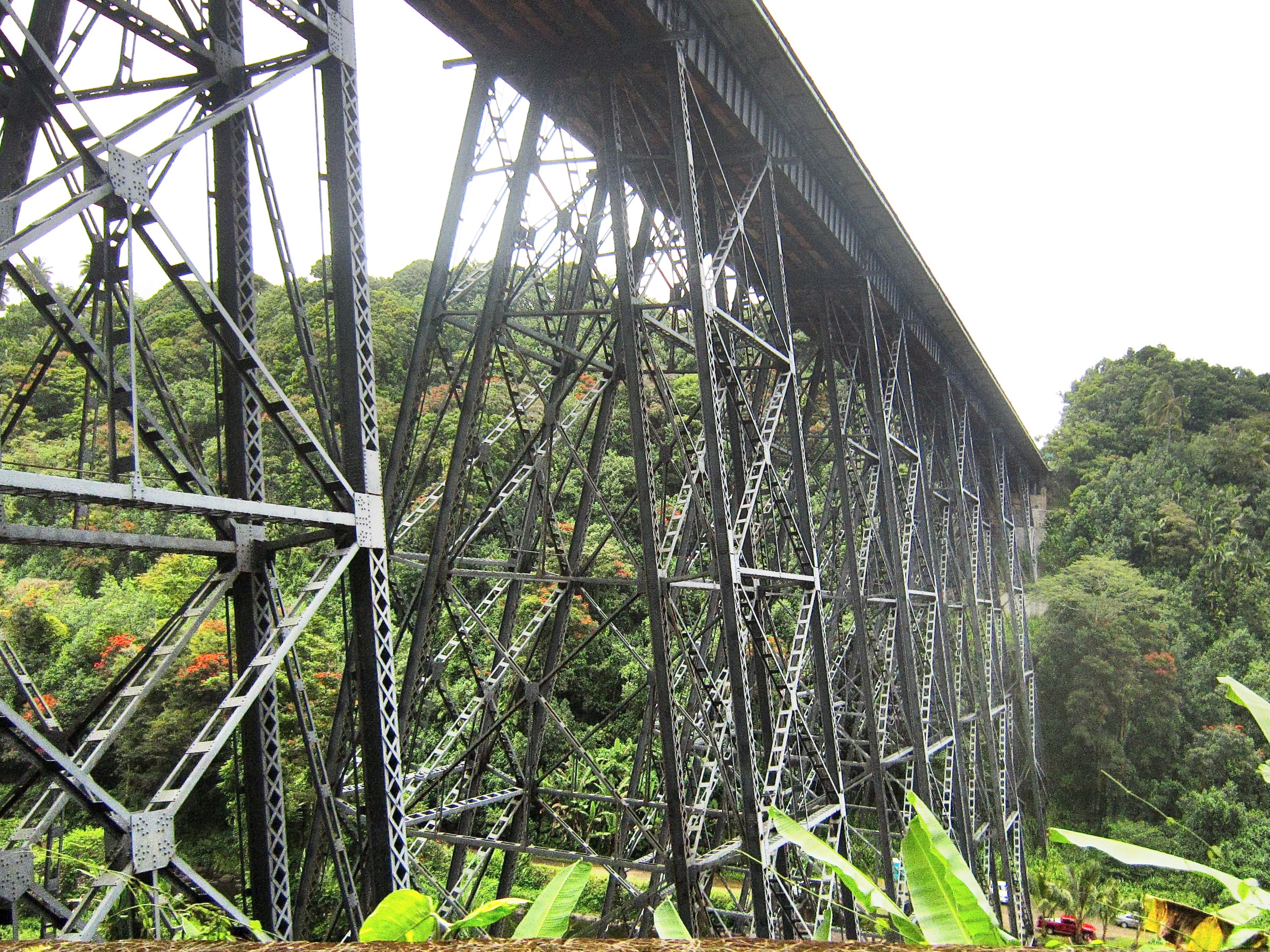
In den 1950er Jahren wurden die Stahlgittermasten für zwei Fahrstreifen der neuen Straßenbrücke verbreitert.

Die Stahl-Trestle-Brücke (Gerüstpfeilerviadukt) erstreckt sich von Südost nach Nordwest über eine Gesamtlänge von 236 m. Sie quert den Hakalau Stream etwa 100 m vor dessen Mündung in die Hakalau Bucht, die wiederum 300 m von der Küstenlinie in die Insel hineinragt. Zur Vermeidung von größeren Steigungen wurden beim Bau der ehemaligen Bahntrasse beidseitig der Brücke etwa 250 m lange und bis zu 10 m tiefe Einschnitte ausgehoben und die heutige Straßenebene verläuft in etwa 55 m über dem Hakalau Stream (die Angaben in der Literatur variieren zwischen 52,1 m und 57,9 m). Der 11,7 m breite Überbau aus Vollwandträgern mit Stahlbetonfahrbahn bietet Platz für zwei Fahrstreifen (8,5 m zwischen den Bordsteinen) und seitliche Fußwege. Getragen wird der Überbau von den beiden Widerlagern und sieben etwa 12 m langen (in Richtung der Längsachse der Brücke) sowie teils über 50 m hohen Stahlgittermasten, die in Abständen von 22 m auf jeweils acht Betonsockeln stehen. Für die Verbreiterung der ehemaligen eingleisigen Eisenbahnbrücke wurden die Stahlpfeiler um nahezu baugleiche Konstruktionen an den jeweiligen Außenseiten ergänzt, die auf eigenen Betonsockeln stehen, wodurch sich die Gesamtzahl pro Gittermast auf acht erhöhte.